# Popó
Adílson Ferreira de Souza (ur. 1 września 1978) – brazylijski piłkarz występujący na pozycji napastnika.

## Kariera klubowa
Od 1996 do 2015 roku występował w klubach Mogi Mirim, Montevideo Wanderers, Salgueiros, Club América, Bandeirante, Atlético Sorocaba, ADAP, Araçatuba, Coritiba, Busan IPark, Gyeongnam FC, Kashiwa Reysol, Vissel Kobe, Urawa Reds, Júbilo Iwata i Portuguesa.